# Вебстер (округ Бернетт, Вісконсин)
Вебстер (англ. Webster) — селище (англ. village) в США, в окрузі Бернетт штату Вісконсин. Населення — 694 особи (2020).

## Географія
Вебстер розташований за координатами 45°52′48″ пн. ш. 92°21′47″ зх. д. / 45.88000° пн. ш. 92.36306° зх. д. (45.880025, -92.363111).  За даними Бюро перепису населення США в 2010 році селище мало площу 4,57 км², уся площа — суходіл.

## Демографія
Згідно з переписом 2010 року, у селищі мешкали 653 особи в 308 домогосподарствах у складі 172 родин. Густота населення становила 143 особи/км².  Було 355 помешкань (78/км²).
Расовий склад населення:
| - 90,4 % — білих - 3,8 % — корінних американців - 1,8 % — чорних або афроамериканців - 0,2 % — азіатів |

До двох чи більше рас належало 2,9 %. Частка іспаномовних становила 2,0 % від усіх жителів.
За віковим діапазоном населення розподілялося таким чином: 24,2 % — особи молодші 18 років, 54,2 % — особи у віці 18—64 років, 21,6 % — особи у віці 65 років та старші. Медіана віку мешканця становила 40,3 року. На 100 осіб жіночої статі у селищі припадало 77,4 чоловіків;  на 100 жінок у віці від 18 років та старших — 73,7 чоловіків також старших 18 років.
Середній дохід на одне домашнє господарство  становив 34 134 долари США (медіана — 26 691), а середній дохід на одну сім'ю — 38 680 доларів (медіана — 38 000). Медіана доходів становила 33 889 доларів для чоловіків та 30 192 долари для жінок. За межею бідності перебувало 25,0 % осіб, у тому числі 38,1 % дітей у віці до 18 років та 12,7 % осіб у віці 65 років та старших.
Цивільне працевлаштоване населення становило 292 особи. Основні галузі зайнятості: освіта, охорона здоров'я та соціальна допомога — 27,4 %, мистецтво, розваги та відпочинок — 23,3 %, роздрібна торгівля — 21,2 %.